# Bharetta
Bharetta is een geslacht van vlinders van de familie spinners (Lasiocampidae).

## Soorten
- B. bidens Zerny, 1928
- B. cinnamomea Moore, 1865
- B. flammans Hampson, 1892